# (31916) Arnehensel
2000 GC67 (asteroide 31916) é um asteroide da cintura principal. Possui uma excentricidade de 0.08743160 e uma inclinação de 1.96298º.
Este asteroide foi descoberto no dia 5 de abril de 2000 por LINEAR em Socorro.